# Ivan Missane
 (août 2017).
Si vous disposez d'ouvrages ou d'articles de référence ou si vous connaissez des sites web de qualité traitant du thème abordé ici, merci de compléter l'article en donnant les références utiles à sa vérifiabilité et en les liant à la section « Notes et références ».
Ivan Ilitch Missane (en russe : Иван Ильич Миссан), né le 5 janvier 1903 et décédé le 24 avril 1980, est un lieutenant-général soviétique, participant de la guerre civile, guerre soviéto-finnoise, Seconde Guerre mondiale.

## Biographie
Ivan Missan est né à Berdiansk (gouvernement de Tauride, Empire russe) le 5 janvier 1903. En janvier 1918 il s'engage dans l'Armée rouge à titre bénévole. Pendant la Guerre civile, il combat au sein de la 54e division d'infanterie contre les armées blanches du général Anton Dénikine, puis il prend part à la guerre contre la Pologne.
Après la guerre civile, Ivan Missane devient cadet des cours d’infanterie de Berdiansk, après ceux de Kertch. En septembre 1922, il entreprend des études en tant que cadet de la 13e école d’infanterie d’Odessa, qu’il termine en 1925.
À partir de 1925, I. Missane occupe différents postes. En 1938, il est commandant du 115e régiment de la 75e division de fusiliers. Avec son régiment I. Missane participe à la guerre soviéto-finlandaise ; il est blessé et décoré de l’ordre du Drapeau rouge.
Rétabli, Missane devient commandant-adjoint de la 180e division de fusiliers, puis son commandant à partir de début juin 1941. Ce sont les soldats et les officiers de l’ancienne armée d’Estonie, qui composent cette unité.
Au début de l'invasion de l'Union soviétique par l'Allemagne nazie, le colonel Missane combat au sein du front du Nord-Ouest. Sa 180e division est l'une des premières à résister à l’envahisseur : elle arrête la 290e division d’infanterie allemande et reprend une centaine de localités.
Après la bataille près de la ville Doubrovy (aux enrivons de la ville de Staraïa Roussa), la division de Missane obtient le titre de « Division de la Garde » et devient la 28e division de fusiliers de la Garde. Son commandant est promu citoyen d’honneur de Staraïa Roussa.
En septembre 1942, le major-général devient commandant du 1er corps de fusiliers de la Garde avec lequel il participe à la bataille de Stalingrad. Puis, son corps prend part à la libération des villes et des villages de l’Ukraine, de la Crimée, de la région de la Baltique.
En septembre 1943, le général Missane est promu au grade de lieutenant-général. De décembre 1944 jusqu’à la fin de la guerre, le lieutenant-général Missane dirige le 103e corps de fusiliers et après la bataille de Königsberg et celle de Samland, il oblige l'ennemi à signer la capitulation[Laquelle ?]. Pour cette opération, le général Missane est distingué par l’ordre de Souvorov de 1re classe, et ce malgré son statut, les commandants de corps ne pouvant être promus que dans la deuxième classe de cet ordre.
Après la guerre, Ivan Missane commande le 40e corps de fusiliers. Il prend sa retraite en 1948.
Le général Ivan I. Missane est décédé le 24 avril 1980.

## Distinctions
- Ordre de Lénine (1945)
- 5 fois l'ordre du Drapeau Rouge (1940, 1942, 1944, 1944, ???)
- Ordre de Souvorov de 1re classe (02.01.1945)
- Ordre de Souvorov de 2e classe (1943)
- Ordre de Koutouzov de 2e classe (1942)
- Ordre de Bogdan Khmelnitski de 2e classe (1944)